# Manslaughter (pel·lícula de 1922)

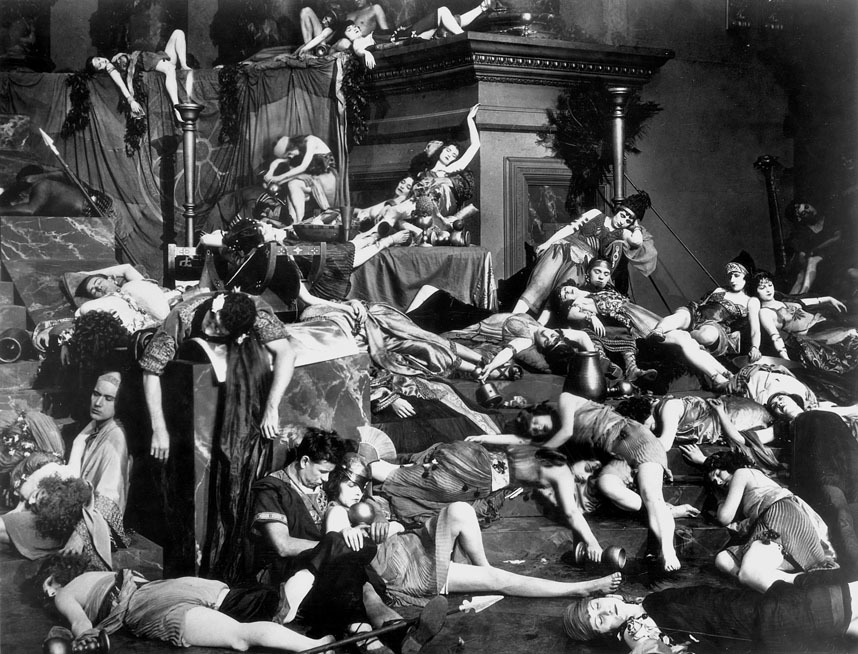
Escena de la bacanal romana de la pel·lícula

Manslaughter és una pel·lícula muda de la Famous Players-Lasky dirigida per Cecil B. DeMille i protagonitzada per Leatrice Joy i Thomas Meighan. Basada en la novel·la homònima de Alice Duer Miller adaptada per Jeanie MacPherson, es va estrenar el 25 de setembre de 1922. va ser la primera pel·lícula que va mostrar un petó eròtic entre dos membres del mateix sexe. Tot i que Manslaughter va ser la pel·lícula de DeMille més cara fins al moment i un gran èxit comercial, s'hi mostren tots els excessos i cap de les virtuts que es cineasta va plasmar en moltes altres pel·lícules.

## Argument
Lydia Thorne, és una rica hereva que li agrada viure al màxim sense preocupar-se de les conseqüències dels seus actes i conduir a grans velocitats. Les festes d'alta societat en les quals participa són comparades amb bacanals romanes. Daniel O'Bannon és un fiscal que creu que la justícia està per sobre de tot. Està enamorat de Lydia però desaprova completament el seu comportament. La dona balla amb altres homes en presència seu i això l'enfurisma encara més. Lydia té una criada, Evans, amb un fill molt malalt al qual els metges li han dit que si no va a un clima més càlid morirà. Evans demana els diners a Lydia i en negar-s'hi aquesta li agafa un anell per empenyorar-lo. Lydia la descobreix i la porta a judici fent que la tanquin a la presó. i no proporcionant ajuda a la seva minyona que necessita molt la salut del seu fill. Un dia fent una acció temerària amb el cotxe acaba amb la vida d'un policia motoritzat. Daniel O'Bannon aconsegueix que sigui processada i condemnada a tres anys de presó. O'Bannon no pot superar haver portat la dona que estima a la presó i cau en l'alcoholisme i abandona la feina. A la presó, Lydia es retroba amb Evans i s'acaba redimint. Quan Lydia surt de la presó es dedica a fer obres de caritat i es troba amb Daniel completament acabat. Aquest, però, en veure-la es proposa rehabilitar-se i aconsegueix recuperar tot el que era.

## Repartiment
- Leatrice Joy (Lydia Thorne)
- Thomas Meighan (Daniel J. O'Bannon)
- Lois Wilson (Evans, criada de Lydia)
- George Fawcett (jutge Homans)
- Julia Faye (Mrs. Drummond)
- Edythe Chapman (Adeline Bennett)
- John Miltern (Gov. Stephan Albee)
- Jack Mower (policia)
- Dorothy Cumming (Eleanor Bellington)
- Casson Ferguson (Bobby Dorest)
- Michael D. Moore (Dicky Evans)
- James Neill (majordom)
- Sylvia Ashton (matrona a la presó)
- Raymond Hatton (Brown)
- Mabel Van Buren (presonera)
- Ethel Wales (presonera)
- Dale Fuller (presonera)
- Edward Martindel (Wiley)
- Charles Ogle (doctor)
- Guy Oliver (music)
- Shannon Day (Miss Santa Claus)
- Lucien Littlefield (testimoni)